# Ambient (album)
Ambient je druhé studiové album Mobyho, které vyšlo v roce 1993. Deska na rozdíl od debutu obdržela jen průměrné recenze.

## Seznam písní
1. My Beautiful Blue Sky – 5:19
2. Heaven – 8:16
3. Tongues – 5:37
4. J Breas – 2:47
5. Myopia – 4:46
6. House of Blue Leaves – 6:20
7. Bad Days – 2:27
8. Piano & Strings – 1:35
9. Sound – 1:11
10. Dog – 7:35
11. 80 – 2:05
12. Lean on Me – 3:51